# 4-та артилерійська бригада (Річ Посполита)
4-та артилерійська бригада — артилерійський підрозділ коронної армії Речі Посполітої.
Була сформована наказом Військової комісії від 20 лютого 1790 року, у процесі реорганізації артилерії коронної армії.
У склад увійшли три роти Кам'янецкої бригади, у тому числі відправлені до Тульчина.
Командування дислокувалось у Вінниці. Бригада підпорядкована командиру Брацлавсько-Кіївській дивізії.